# Ruppes
Ruppes é uma comuna francesa na região administrativa do Grande Leste, no departamento de Vosges. Estende-se por uma área de 7.44 km². Em 2010 a comuna tinha 143 habitantes (densidade: 19,2 hab./km²).